# لوئیس آنتونیو تگل
لوئیس آنتونیو گوکیم تگل (‎/ˈtɑːɡleɪ/‎ TAH-glay ;تاگالوگ: [lʊˈwis ɐnˈtonɪo 'taɡlɛ] ; ۲۱ ژوئن ۱۹۵۷) یک روحانی فیلیپینی از کلیسای کاتولیک است که در حال حاضر از ۵ ژوئن ۲۰۲۲ به عنوان بخشدار بخش تبشیر اولیه شورای تبشیر (که قبلاً کنگره ترویج ایمان نامیده می‌شد) و از ۸ دسامبر ۲۰۱۹ به عنوان رئیس کمیسیون بین شورایی برای روحانیون وقف شده خدمت می‌کند. او سی و دومین اسقف اعظم مانیل از سال ۲۰۱۱ تا ۲۰۲۰ بود. تگل کاردینال-اسقف سان فلیچه دا کانتالیچه آ چنتوچله است.